# Cerotainia willistoni
Cerotainia willistoni är en tvåvingeart som beskrevs av Charles Howard Curran 1930. Cerotainia willistoni ingår i släktet Cerotainia och familjen rovflugor. Inga underarter finns listade i Catalogue of Life.